# Polveraia
Polveraia est une frazione située sur la commune de Scansano, province de Grosseto, en Toscane, Italie. Au moment du recensement de 2011 sa population était de 107 habitants.

## Géographie
Le village de Polveraia est situé au nord de le chief-lieu municipal, dans le collines de l'Albegna et de la Fiora, à environ 22 km de Grosseto,.

## Monuments
- Église Santissimo Nome di Maria, église paroissiale construite en 1618[1],[2],[3]
- Église Madonna delle Grazie (1827)[3]
- Ancien moulin à huile
- Château de Cotone[1],[2]
- Château de Montepò[1]